# (1257) Móra
(1257) Móra est un astéroïde de la ceinture principale découvert le 8 août 1932 par l'astronome allemand Karl Wilhelm Reinmuth. Le lieu de découverte est Heidelberg (024). Sa désignation provisoire était 1932 PE.
Sa distance minimale d'intersection de l'orbite terrestre est de 1,272360 ua. Il a été nommé en hommage à l'astronome hongrois Károly Móra (hu).